# لی‌آپ

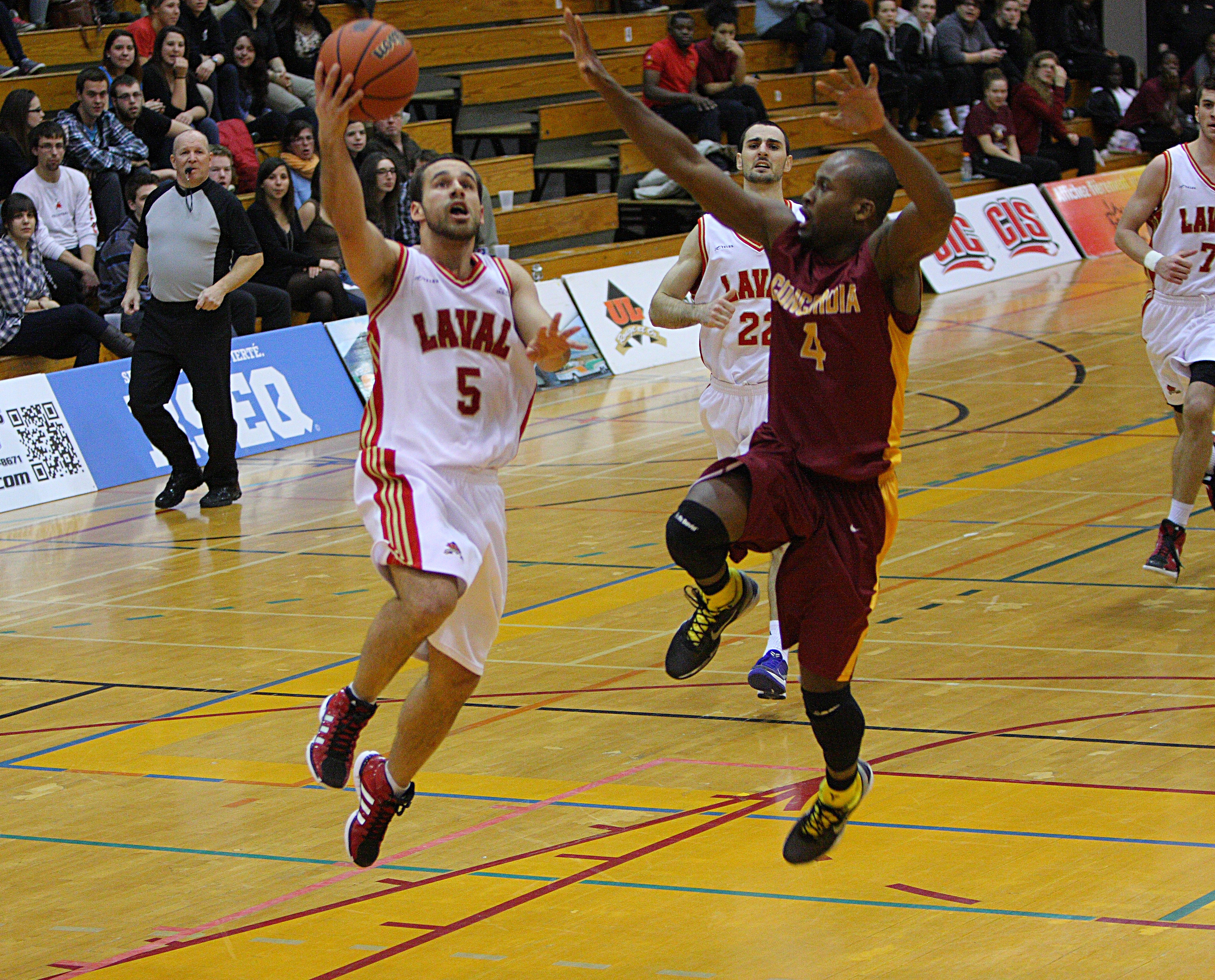
انجام حرکت لی آپ در یک مسابقه بسکتبال

لی‌آپ (به انگلیسی: Layup) یا سه‌گام یکی از قواعد در بازی بسکتبال است. به این صورت که با دو قدم و یک پرش سمت راست یا چپ یا از وسط، توپ را در نزدیکی سبد با پرش به سمت حلقه پرتاب می‌کنند.